# 기호 (기호학)
기호학에서 기호는 기호의 해석자에게 기호 자체가 아닌 의미를 전달 하는 모든 것이다. 의미는 특정 의미로 발화되는 단어와 같이 의도적일 수도 있고, 특정 의학적 상태의 징후인 증상 과 같이 비의도적일 수도 있다. 신호는 시각, 청각, 촉각, 후각, 미각 등 모든 감각 을 통해 의사 소통할 수 있다.
두 가지 주요 이론은 기호가 정보를 전달하는 능력을 획득하는 방식을 설명한다. 두 이론 모두 기호의 정의 속성을 여러 요소 간의 관계로 이해한다. 페르디낭 드 소쉬르가 발전시킨 기호학의 전통(기호학이라고 함)에서 기호 관계는 기호의 형태(기표)와 그 의미(기의)로만 구성된 이항적 관계이다. 소쉬르는 이 관계가 본질적으로 자의적이며( 기호학적 자의성 의 원칙), 오직 사회적 관습에 의해서만 동기가 부여되는 것으로 보았다. 소쉬르의 이론은 언어 기호 연구에 특히 영향을 미쳤다. 찰스 샌더스 퍼스에 의해 개발된 다른 주요 기호학 이론은 기호를 "어떤 것을 나타내는 어떤 것, 어떤 능력을 가진 사람"으로 삼항 관계로 정의한다. 이것은 기호가 기호 매개체(기호의 특정한 물리적 형태), 기호 대상(기호가 의미를 전달하는 세계의 측면) 및 해석자(에 의해 이해되는 기호의 의미) 사이의 관계라는 것을 의미한다. 통역사). Peirce에 따르면 기호는 기호 관계를 아이콘, 인덱스 또는 기호 로 함께 유지하는 관계 유형으로 나눌 수 있다. 아이콘은 기호 수단과 기호 대상(예: 초상화 또는 지도) 간의 유사성을 통해 의미하는 기호이고, 인덱스는 기호 수단과 기호 대상 간의 직접적 인접성 또는 인과 관계를 통해 의미하는 기호이다(예: 증상), 상징은 법률이나 자의적인 사회적 관습을 통해 의미하는 것이다.

## 이항 기호
소쉬르(1857~ 1913 )에 따르면 기호는 기표  ( signifiant )와 기의( signifié )로 구성된다. 이것들은 별개의 실체로 개념화될 수 없고 오히려 소리의 중요한 차이에서 잠재적인 (올바른) 미분 표기법으로의 매핑으로 개념화될 수 있다. 소쉬르의 기호는 동시 발생의 상대적이고 위계적인 특권에 의해 기호가 정의되는 공시 시스템의 수준에서만 존재한다. 따라서 기표를 우리가 말할 수 있는 것으로, 기표를 세계의 사물로 간주하는 것은 소쉬르의 일반적인 오해이다. 사실, 파롤 (또는 문맥 속의 연설)에 대한 언어의 관계는 언어학의 이론적 문제였으며 항상 그랬다.
소쉬르의 유명한 논문은 기호와 기호가 나타내는 현실 세계의 관계가 임의적이라고 말한다. 단어와 그 단어가 가리키는 대상 사이에는 자연스러운 관계가 없으며 대상의 고유한 속성과 단어를 표시하는 데 사용되는 기호의 속성 사이에는 인과 관계가 없다. 예를 들어 종이의 물리적 성질에 관해서는 음운순서 '종이'에 의한 표기를 요구하는 것은 없다. 그러나 소쉬르가 '상대적 동기'라고 부른 것이 있다: 기표의 의미화 가능성은 언어 체계에서 요소들의 구성 성에 의해 제약을 받는다(cf. 에밀 뱅베니스트의 일반 언어학에 관한 논문의 첫 번째 권에서 기호의 자의성에 관한 논문). 즉, 단어는 해당 언어의 다른 모든 단어와 식별 가능하게 다르고 기존 의미가 없는 경우에만 새로운 의미를 얻을 수 있다. 구조주의는 나중에 시스템과 사용의 수준 또는 기호의 의미론적 "가치" 사이의 구별을 정의할 수 있는 것은 주어진 시스템 내에서만이라는 이 아이디어에 기초했다.

## 삼항 기호
찰스 샌더스 퍼스(1839-1914)는 다른 이론을 제안했다. 언어학 과 음운론의 연구에서 개념적 질문에 접근한 소쉬르와는 달리, 소위 실용주의 철학 학파의 아버지라고 불리는 퍼스는 기호의 개념을 다른 많은 형태를 포괄하도록 확장했다. 그는 "말"을 하나의 특정한 종류의 기호로 간주하고 기호를 이해에 대한 모든 매개 수단으로 특성화했다. 그는 인공적, 언어적, 상징적 기호뿐만 아니라 모든 유사(예: 친척의 감각적 특성) 및 모든 지표(예: 기계적 반응)를 다루었다. 그는 해석이 관습이나 습관에 기초한 모든 용어, 명제 및 논증을 상징으로 간주했다. 그는 "이 우주가 기호로만 구성되지 않는다면 이 모든 우주는 기호로 관류된다"고 주장했다. 퍼스의 기호 연구의 배경은 철학적 논리이며, 그는 형식 기호학으로 정의했으며 형이상학보다 더 기본적이고 연구 방법을 고안하는 예술로서 미학과 윤리를 따르는 규범적 분야로 특징지어졌다. 그는 모든 생각은 시간이 걸리기 때문에 모든 생각은 기호에 있으며 모든 생각은 추론의 형태를 가지며(심지어 의식적이고 신중하지 않을 때도) 추론으로서 "논리는 추론은 어떤 의미에서 무한하다는 관점에 의존하기 때문이다. 그 결과는 특정 언어의 이론이 아니라 의미의 생산에 관한 이론이며, 기호와 기호가 나타내는 것, 즉 대상 사이의 정적 관계라는 개념을 거부한다.
기호가 해석과 무관한 유사성이나 사실적 연결에 의해 표상되더라도 기호는 그것이 적어도 잠재적으로 마음에 의해 해석될 수 있는 한, 그리고 기호가 마음 또는 적어도 준 마음의 결정인 경우에만 기호이다., 예를 들어 수정과 꿀벌의 작업에서와 같이 마음처럼 기능한다. 여기서 초점은 심리학, 언어학 또는 사회 연구(Peirce도 추구한 분야)가 아니라 일반적인 기호 작용에 있다.

## 같이 보기
- 자소 (언어학)